# Twyford Brook
Der Twyford Brook ist ein Wasserlauf in Berkshire, England. Er entsteht südlich von White Waltham am westlichen Rand des M4 motorway. Er fließt in Mäandern in nordwestlicher Richtung. Vor seiner Mündung in den River Loddon fließt er von Osten kommend zunächst im Süden, dann im Westen von Twyford.